# Uladziszlav Tadevusavics Klimovics
Uladziszlav Tadevusavics Klimovics, oroszosan Vlagyiszlav Klimovics (belaruszul: Уладзіслаў Тадэвушавіч Клімовіч, oroszul: Владислав Тадеушевич Климович; Minszk, 1996. június 12. –)  fehérorosz válogatott labdarúgó, a Tarpeda Zsodzina középpályása.

## Pályafutása

### Klubcsapatokban
Klimovics a fehérorosz BATE Bariszav akadémiáján nevelkedett, a fehérorosz élvonalban 2014 júliusában mutatkozott be és a csapattal még abban a szezonban fehérorosz bajnoki címet szerzett. 2016-ban a lett Jelgava kölcsönjátékosaként lett kupagyőztes lett. 2022 januárjában kölcsönvette őt a magyar élvonalbeli Gyirmót csapata.

### A válogatottban
Többszörös fehérorosz utánpótlás válogatott. 2017 óta 43 alkalommal lépett pályára és 1 gólt szerzett a fehérorosz felnőtt válogatottban.

#### Góljai a fehérorosz válogatottban
| #  | Dátum              | Ellenfél | Eredmény | Kiírás              | Esemény   |
| -- | ------------------ | -------- | -------- | ------------------- | --------- |
| 1. | 2020. november 11. | Románia  | 3 – 5    | barátságos mérkőzés | 70' 90+2' |

## Sikerei, díjai
BATE Bariszav
- Fehérorosz bajnok: 2014
- Fehérorosz szuperkupagyőztes: 2015

 Jelgava
- Lett kupagyőztes: 2016